# Ред Ауербах
Арнольд Джейкоб «Ред» Ауербах (англ. Arnold Jacob "Red" Auerbach) — американський професійний баскетбольний тренер і керівник. Він працював головним тренером у командах НБА, особливо з «Бостон Селтікс». Він також був головним тренером «Вашингтон Кепітолс» і «Три-Сіті Блекгокс». Свого часу, як тренер, Ауербах встановив рекорд НБА з 938 перемогами та дев'ятьма титулами переможця чемпіонату НБА. Після відставки тренера в 1966 році він до самої смерті працював президентом і виконавчим директором «Селтікс». Як генеральний менеджер і президент команди «Селтікс», він виграв ще сім титулів НБА, загалом 16 за 29 років, що зробило його одною із найуспішніших офіційних осіб команди в історії професійного спорту Північної Америки.